# Phycosoma sinicum
Phycosoma sinicum is een spinnensoort uit de familie van de kogelspinnen (Theridiidae).
De wetenschappelijke naam van de soort werd, als Dipoena sinica, in 1992 voor het eerst geldig gepubliceerd door Chuandian Zhu.